# Михаел Крменчик
Михаел Крменчик (чеш. Michael Krmenčík; 15. март 1993) чешки је професионални фудбалер који тренутно наступа на позицији нападача за ПАОК на позајмици из Клуб Брижа и репрезентацију Чешке.
Каријеру је почео 2011. у Викторији Плзењ, а у јуну 2011. отишао је на позајмицу у Бањик Соколов. У јуну 2012. отишао је на позајмицу у Зенит Часлав, гдје је играо у сезони 2012/13, након чега је отишао на позајмицу у Влашим, гдје је провео први дио сезоне 2013/14. У јануару 2014. отишао је на позајмицу у Бањик Остраву, гдје је провео други дио сезоне 2013/14, након чега је прешао на позајмицу у Дуклу Праг, гдје је играо у сезони 2014/15. У јуну 2015. вратио се у Викторију Плзењ, гдје је постао стандардан играч. Године 2020. прешао је у Клуб Бриж за 6 милиона евра, а у јануару 2021. послат је на позајмицу у ПАОК.
Прошао је све млађе селекције у репрезентацији, а за сениорску репрезентацију Чешке дебитовао је 2016. након чега је играо на Европском првенству 2020.

## Клупска каријера
Крменчик је рођен у Краслицама, 15. марта 1993. Каријеру је почео у младом тиму Краслице, након чега је прешао у Баник Соколов. Примијетили су га скаути Викторије Плзењ и довели су га у омладински тим.

### Почетак каријере
Године 2011. прикључен је првом тиму Плзења, за који је дебитовао у априлу, на утакмици против Прибрама. У јуну 2011. отишао је на позајмицу у Бањик Соколов, за који је играо у сезони 2011/12. и постигао је први гол у каријери.
Током наредне четири сезоне, ишао је на позајмице у Зенит Часлав, Влашим, Бањик Остраву и Дуклу Праг. У јануару 2016. вратио се у Викторију Плзењ, за други дио сезоне 2015/16.
На првих девет утакмица, постигао је три гола и ушао је у стартну поставу, за шта је изјавио да је прилика коју је дуго чекао.

### Викторија Плзењ
У Викторији Плзењ остао је до јануара 2020, одиграо је 124 утакмице и постигао 62 гола и 16 асистенција. Са клубом је освојио четири титуле првака Чешке, а био је најбољи стријелац лиге у сезони 2017/18.
У сезони 2018/19. доживио је повреду лигамената, због које је паузирао дуго времена, а по повратку на терен, играо је добро и привукао је пажњу Клуб Брижа.

### Клуб Бриж
У јануару 2020. прешао је у Клуб Бриж за 6 милиона евра, а са тимом је потписао уговор на три и по године. Није успио да се прилагоди и у првој сезони, постигао је три гола и уписао три асистенције на 19 утакмица.

### ПАОК
На дан 5. јануара 2021. отишао је на позајмицу у ПАОК до краја сезоне 2020/21. На дан 22. маја 2021, постигао је гол у последњем минуту за побједу од 2:1 против Олимпијакоса, у финалу Купа Грчке.

## Репрезентативна каријера
Прошао је све млађе селекције репрезентације, а за сениорску репрезентацију Чешке дебитовао је 2016. У квалификацијама за Свјетско првенство 2018. постигао је четири гола, али је Чешка завршила на трећем мјесту и није се пласирала на првенство.
На дан 27. маја 2021. нашао се у тиму за Европско првенство 2020, које је због пандемије ковида 19 помјерено за 2021. На Европском првенству, био је стандардан, а Чешка је у првом колу групе Д побиједила Шкотску 2:0, са два гола Патрика Шика, док је у другом колу ремизирала 1:1 против Хрватске. У трећем колу није играо, а Чешка је изгубила 1:0 од Енглеске и прошла је даље са трећег мјеста. У осмини финала, ушао је у игру у 90. минуту умјесто Шика, а Чешка је побиједила Холандију 2:0. У четвртфиналу, ушао је у игру у 46. минуту, умјесто Томаша Холеша, а Чешка је изгубила 2:1 од Данске.

## Статистика каријере

### Клубови
Ажурирано након утакмице игране 22. маја 2021.
| Клуб                      | Сезона            | Лига              | Лига  | Лига | Куп   | Куп  | Континентално | Континентално | Остало | Остало | Укупно | Укупно |
| Клуб                      | Сезона            | Лига              | Утак. | Гол. | Утак. | Гол. | Утак.         | Гол.          | Утак.  | Гол.   | Утак.  | Гол.   |
| ------------------------- | ----------------- | ----------------- | ----- | ---- | ----- | ---- | ------------- | ------------- | ------ | ------ | ------ | ------ |
| Викторија Плзењ           | 2010/11.          | Прва лига Чешке   | 1     | 0    | —     | —    | —             | —             | —      | —      | 1      | 0      |
| Викторија Плзењ           | 2011/12.          | Прва лига Чешке   | 0     | 0    | 0     | 0    | 0             | 0             | 1      | 0      | 1      | 0      |
| Викторија Плзењ           | 2015/16.          | Прва лига Чешке   | 7     | 2    | 3     | 1    | —             | —             | —      | —      | 10     | 3      |
| Викторија Плзењ           | 2016/17.          | Прва лига Чешке   | 26    | 10   | 1     | 1    | 10            | 2             | —      | —      | 37     | 13     |
| Викторија Плзењ           | 2017/18.          | Прва лига Чешке   | 24    | 16   | 0     | 0    | 10            | 6             | —      | —      | 34     | 22     |
| Викторија Плзењ           | 2018/19.          | Прва лига Чешке   | 13    | 7    | 0     | 0    | 3             | 2             | —      | —      | 16     | 9      |
| Викторија Плзењ           | 2019/20.          | Прва лига Чешке   | 20    | 10   | 1     | 3    | 4             | 2             | —      | —      | 25     | 15     |
| Викторија Плзењ           | Укупно            | Укупно            | 91    | 45   | 5     | 5    | 27            | 12            | 1      | 0      | 124    | 62     |
| Бањик Соколов (позајмица) | 2011/12.          | Друга лига Чешке  | 12    | 1    | 0     | 0    | —             | —             | —      | —      | 12     | 1      |
| Зенит Часлав (позајмица)  | 2012/13.          | Друга лига Чешке  | 20    | 1    | 0     | 0    | —             | —             | —      | —      | 20     | 1      |
| Влашим (позајмица)        | 2013/14.          | Друга лига Чешке  | 12    | 1    | 2     | 4    | —             | —             | —      | —      | 14     | 5      |
| Бањик Острава (позајмица) | 2013/14.          | Прва лига Чешке   | 11    | 2    | —     | —    | —             | —             | —      | —      | 11     | 2      |
| Дукла Праг (позајмица)    | 2014/15.          | Прва лига Чешке   | 13    | 3    | 1     | 0    | —             | —             | —      | —      | 14     | 3      |
| Дукла Праг (позајмица)    | 2015/16.          | Прва лига Чешке   | 12    | 5    | 3     | 1    | —             | —             | —      | —      | 15     | 6      |
| Дукла Праг (позајмица)    | Укупно            | Укупно            | 25    | 8    | 4     | 1    | —             | —             | —      | —      | 29     | 9      |
| Клуб Бриж                 | 2019/20.          | Прва лига Белгије | 6     | 0    | 1     | 0    | 0             | 0             | —      | —      | 7      | 0      |
| Клуб Бриж                 | 2020/21.          | Прва лига Белгије | 9     | 3    | 0     | 0    | 3             | 0             | —      | —      | 12     | 3      |
| Клуб Бриж                 | Укупно            | Укупно            | 15    | 3    | 1     | 0    | 3             | 0             | 0      | 0      | 19     | 3      |
| ПАОК (позајмица)          | 2020/21.          | Суперлига Грчке   | 22    | 4    | 6     | 5    | —             | —             | —      | —      | 28     | 9      |
| Укупно у каријери         | Укупно у каријери | Укупно у каријери | 208   | 65   | 18    | 15   | 30            | 12            | 1      | 0      | 257    | 92     |

### Репрезентација
Ажурирано након утакмице игране 3. јула 2021.
| Репрезентација | Година | Наступи | Голови |
| -------------- | ------ | ------- | ------ |
| Чешка          |        |         |        |
| 2016.          | 2      | 1       |        |
| 2017.          | 9      | 5       |        |
| 2018.          | 8      | 2       |        |
| 2019.          | 4      | 0       |        |
| 2020.          | 3      | 1       |        |
| 2021.          | 5      | 0       |        |
| Укупно         | Укупно | 33      | 9      |

### Голови за репрезентацију
Ажурирано након утакмице игране 4. септембра 2020.
| ‡ | Гол из пенала |

| Број | Датум              | Локација                                      | Противник  | Гол за | Коначан резултат | Такмичење                       |
| ---- | ------------------ | --------------------------------------------- | ---------- | ------ | ---------------- | ------------------------------- |
| 1    | 11. новембар 2016. | Еден арена, Праг, Чешка Република             | Норвешка   | 1:0    | 2:1              | Квалификације за Свјетско 2018. |
| 2    | 22. март 2017.     | Стадион Метски, Усти на Лаби, Чешка Република | Литванија  | 3:0    | 3:0              | Пријатељска утакмица            |
| 3    | 26. март 2017.     | Стадион Сан Марино, Серавале, Сан Марино      | Сан Марино | 5:0    | 6:0              | Квалификације за Свјетско 2018. |
| 4    | 6. јун 2017.       | Стадион краља Бодуена, Брисел, Белгија        | Белгија    | 1:1    | 1:2              | Пријатељска                     |
| 5    | 8. октобар 2017.   | Арена Досан, Плзењ, Чешка Република           | Сан Марино | 1:0    | 5:0              | Квалификације за Свјетско 2018. |
| 6    | 8. октобар 2017.   | Арена Досан, Плзењ, Чешка Република           | Сан Марино | 2:0    | 5:0              | Квалификације за Свјетско 2018. |
| 7    | 26. март 2018.     | Спортски центар Гуангси, Нанинг, Кина         | Кина       | 3:1    | 4:1              | Кина куп 2018.                  |
| 8    | 13. октобар 2018.  | Стадион Антон Малатинехо, Трнава, Словачка    | Словачка   | 1:0    | 2:1              | Лига нација 2018/19. — група Б  |
| 9    | 4. септембар 2020. | Национални стадион, Братислава, Словачка      | Словачка   | 1:3    | 1:3              | Лига нација 2020/21. — група Б  |

## Успјеси
Викторија Плзењ
- Прва лига Чешке (4): 2010/11, 2011/12, 2015/16, 2017/18

Клуб Бриж
- Прва лига Белгије (1): 2019/20

ПАОК
- Куп Грчке (1): 2020/21[21]

Индивидулно
- Најбољи стријелац Прве лиге Чешке: 2017/18. (16 голова)
- Играч утакмице Купа Грчке 2021.